# Женевская лингвистическая школа
Женевская лингвистическая школа — одна из школ в языкознании, имеющая социологическую направленность и опирающаяся на «Курс общей лингвистики» швейцарского лингвиста Фердинанда де Соссюра. Женевская лингвистическая школа продолжает традиции Женевского университета.
Первыми представителями Женевской лингвистической школы были ученики Соссюра Шарль Балли, Альбер Сеше и другие. В 1940 году по инициативе С. И. Карцевского было создано Женевское лингвистическое общество.
Основная область изучения Женевской школы — проблемы общего языкознания (на примере французского языка), изучение соотношения индивидуальных и социальных явлений в языке и речи, проблемы семиологии, семантики и синтаксиса.
Наиболее подробно исследовательские принципы и задачи женевцев сформулированы в статье Альбера Сеше «Женевская школа общей лингвистики» 1927 года.

## Вклад лингвистов женевской школы
Соссюром сформулированы взгляды на язык, которые оказали большое влияние на языкознание XX века. Так, лингвистов женевской школы можно причислить к основоположникам таких лингвистических исследований, как стилистика языка, функциональная семантика, функциональная лингвистика и другие.